# Newtonia hildebrandtii
Newtonia hildebrandtii là một loài thực vật có hoa trong họ Đậu. Loài này được (Vatke) Torre miêu tả khoa học đầu tiên.